# Bart de Graaff
Bart de Graaff (Haarlem, 16 de abril de 1967 - Leiden, 25 de mayo de 2002) fue un presentador y productor de televisión neerlandés, conocido por haber fundado la organización de radiodifusión BNN.

## Biografía
De Graaff nació en Haarlem en 1967 y pasó su infancia en Hillegom. Cuando tenía nueve años sufrió un accidente de tráfico que derivó en una insuficiencia renal crónica y trastorno del crecimiento, por lo que nunca llegó a medir más de 1,52 metros.
Su trayectoria televisiva comenzó en los años 1980 como actor publicitario. A partir de 1988 fue contratado por la radiodifusora Veronica (adscrita a la radiotelevisión pública NPO) para presentar el programa juvenil B.O.O.S., que permanecería en antena durante siete años, y en el que De Graaf destacaría por un humor transgresor e irreverente. El éxito de B.O.O.S. llevó al presentador a producir otros espacios como Booby Trap, especializado en bromas de cámara oculta.
Cuando Veronica abandonó la radiotelevisión pública en 1997, De Graaff creó una nueva organización que ocuparía su lugar, la BNN —siglas de Brutaal News Network—, con la que además mantendría la independencia editorial de sus espacios. El mercado objetivo del nuevo grupo eran jóvenes de 15 a 25 años, y De Graaff se convirtió en la imagen pública de todos los programas. Las emisiones de BNN como grupo de pleno derecho comenzaron el 6 de septiembre de 1998.
El productor nunca pudo superar los problemas de salud que padecía. Luego de someterse a un trasplante de riñón que resultó incompatible, en 2001 le fue diagnosticado un cáncer bucal que agravaría su condición. Tras ser ingresado en urgencias con peritonitis, el 25 de mayo falleció por insuficiencia renal a los 35 años.
En homenaje a la trayectoria de Graaff, BNN fue renombrada Bart's Neverending Network. La Academia de Televisión neerlandesa le concedió el premio Gouden Beelden a título póstumo. Sus restos permanecen enterrados en el cementerio de Heemstede.

## Legado
La radiodifusora BNN se convirtió en los años 2000 en una de las más importantes dentro de la radiotelevisión pública neerlandesa, especializándose en programas de entretenimiento y comedia que se emitían principalmente en los canales juveniles (NPO 3 y 3FM). En 2014, las productoras BNN y VARA se fusionaron para crear una nueva organización, la BNNVARA.
Muchos de los espacios de BNN han sido objeto de controversia. El caso más notable fue De Grote Donorshow (en español: «Gran Donante»), un programa de telerrealidad de Endemol estrenado en junio de 2007. Según la sinopsis, una mujer en estado terminal donaría un riñón entre tres candidatos en lista de espera, y los espectadores debían votar quién merecía el trasplante mediante mensajes de texto. A pesar de las críticas suscitadas sobre los límites éticos de los medios de comunicación, durante la emisión se desveló que todo era un montaje para concienciar: la mujer enferma era actriz y el objetivo verdadero era fomentar la donación de órganos, en memoria de Bart de Graaff en el quinto aniversario de su muerte. Todo el dinero recaudado fue donado a la Asociación Nefrológica de los Países Bajos.